# Tiny Tim's Second Album
Albums de Tiny Tim
God Bless Tiny Tim
(1968) For All My Little Friends
(1969)
Tiny Tim's 2nd Album ou Tiny Tim's Second Album est le second album studio de Tiny Tim, sorti fin 1968.
Cet album, bien que produit par la même personne que le précédent, possède bien moins de tubes que son prédécesseur, et rencontrera un succès moindre. L'album, à la tonalité un peu plus sérieuse (moins de chant falsetto) possède une surprise : une reprise endiablée de Great Balls of Fire, tube de Jerry Lee Lewis, précédée d'une fausse interview de Tiny Tim, utilisant ses deux voix pour créer une conversation fictive.
Les deux personnes posant sur la pochette avec Tiny Tim ne sont autres que ses parents.

## Liste des titres
1. Come To The Ball - 0:55
2. My Dreams Are Getting Better All The Time - 1:52
3. We Love It - 2:52
4. When I Walk With You - 2:13
5. Community - 2:14
6. She's Just Laughing At Me - 2:22
7. Have You Seen My Little Sue - 3:13
8. Christopher Brady's Old Lady - 5:45
9. Great Balls Of Fire - 3:19
10. Neighborhood Children - 4:07
11. I Can't Help But Wonder (Where I'm Bound) - 2:41
12. It's All Right Now - 2:12
13. Down Virginia Way - 2:03
14. Medley : I'm Glad I'm A Boy/I'm Glad I'm A Girl/My Hero - 3:44
15. As Time Goes By - 4:22